# Blaton
Blaton is een dorp in de Belgische provincie Henegouwen, en een deelgemeente van de Waalse gemeente Bernissart. Blaton was een zelfstandige gemeente, tot die bij de gemeentelijke herindeling van 1977 toegevoegd werd aan de gemeente Bernissart.

## Geschiedenis
Tijdens het ancien régime was Blaton een baronie in de heerlijkheid Bernissart. In 1644 kocht Albert de Mérode (uit het huis Merode) de baronie van Carlos Colonna. Jérôme Albert de Mérode verkocht het goed in 1682 aan Ghislain François de la Catoire. In 1753 kocht prins Emanuel van Croÿ de baronie.
De romaanse kerk is een van de oudste in Henegouwen. Het is de enige Allerheiligenkerk in Wallonië. De oudste constructie dateert uit het begin van de 11e eeuw, maar de kerk heeft sindsdien ingrijpende veranderingen ondergaan. De vierkante toren werd in de 14e of 15e eeuw toegevoegd en is 24 meter hoog. De bolvormige spits is 14 meter hoog en was een aanvulling in de 17e eeuw. Tijdens de laatste restauratie (1953-1963) zijn de oorspronkelijke details zoveel mogelijk behouden. Het gebouw werd een monument in 1948. 
Geïnspireerd door de steenkoolwinning in het naburige Vieux-Condé in Frankrijk, zocht baron Jean-Henry-François de la Catoire naar een voortzetting hiervan in Blaton. In 1744 werd in het bos bij Péruwelz op 60 meter diepte steenkool met een hoog zwavelgehalte ontdekt (de koollaag Sent Mé, Waals voor "slechte geur"), die ongeveer een eeuw werd gewonnen, totdat zuidelijker in Bernissart en Harchies diepere steenkool van betere kwaliteit werd ontdekt. De slechte geur wordt door de goegemeente met een kwinkslag gelinkt aan hun eigen grootspraak (l'éloge de soi pue). Een primitieve stoommachine van Newcomen die werd gebruikt als pompinstallatie werd verplaatst naar Bernissart en is daar nog zichtbaar als de machine à feu.
Blaton heeft ook de bijnaam Klein Venetië van Henegouwen omdat drie kanalen de plaats doorkruisen. Het oudste kanaal is die van  Pommeroeul-Antoing welke op 26 juni 1826 werd geopend voor het scheepvaartverkeer. Het kanaal Blaton-Aat telt in totaal 21 sluizen waarvan vijf op het grondgebied van Blaton en tot slot het kanaal Nimy-Blaton-Péronnes.

## Bezienswaardigheden
- De Allerheiligenkerk (Église de Tous-les-Saints) stamt uit het begin van de 11e eeuw maar werd in de loop van de eeuwen herhaaldelijk uitgebreid maar heeft zijn romaanse karakter behouden. De vierkante vieringtoren is van de 14e en 15e eeuw en deze heeft een 17e-eeuwse spits. Het gotisch koor werd eind 19e eeuw door een neoromaans koor vervangen. De kerk bezit een aantal kunstwerken.
- De Moulin de la Folie is een windmolenrestant. De ronde stenen molen van het type grondzeiler is van 1792. In 1891 werd de molen vernield door een wraakzuchtig persoon. Slechts de romp, gebouwd in natuursteen, is bewaard gebleven.

## Natuur en landschap
Het Parc Posteau werd aangelegd in 2007-2012 op het grondgebied van een voormalig landgoed. De Grande Bruyère is een natuurgebied op het terrein van een voormalige zandwinning. De hoogte aan de kerk bedraagt 39 meter.

## Economie
In de 19e eeuw vond men kalkovens en cokesovens in Blaton. De cokes werd geproduceerd uit in Bernissart gewonnen steenkool. Verder was er een dakpannenfabriek, een fabriek voor bonneterie, en een steenzaagmolen. In Blaton werd zandsteen gewonnen.

## Demografische ontwikkeling
- Bronnen:NIS, Opm:1831 tot en met 1970=volkstellingen, 1976= inwoneraantal op 31 december

## Geboren
- Victor Martin (1912-1989), econoom en verzetstrijder
- Luce Irigaray (*1930),  Frans-Belgisch filosofe, psychoanalytica, taalkundige en feministe

## Afbeeldingen

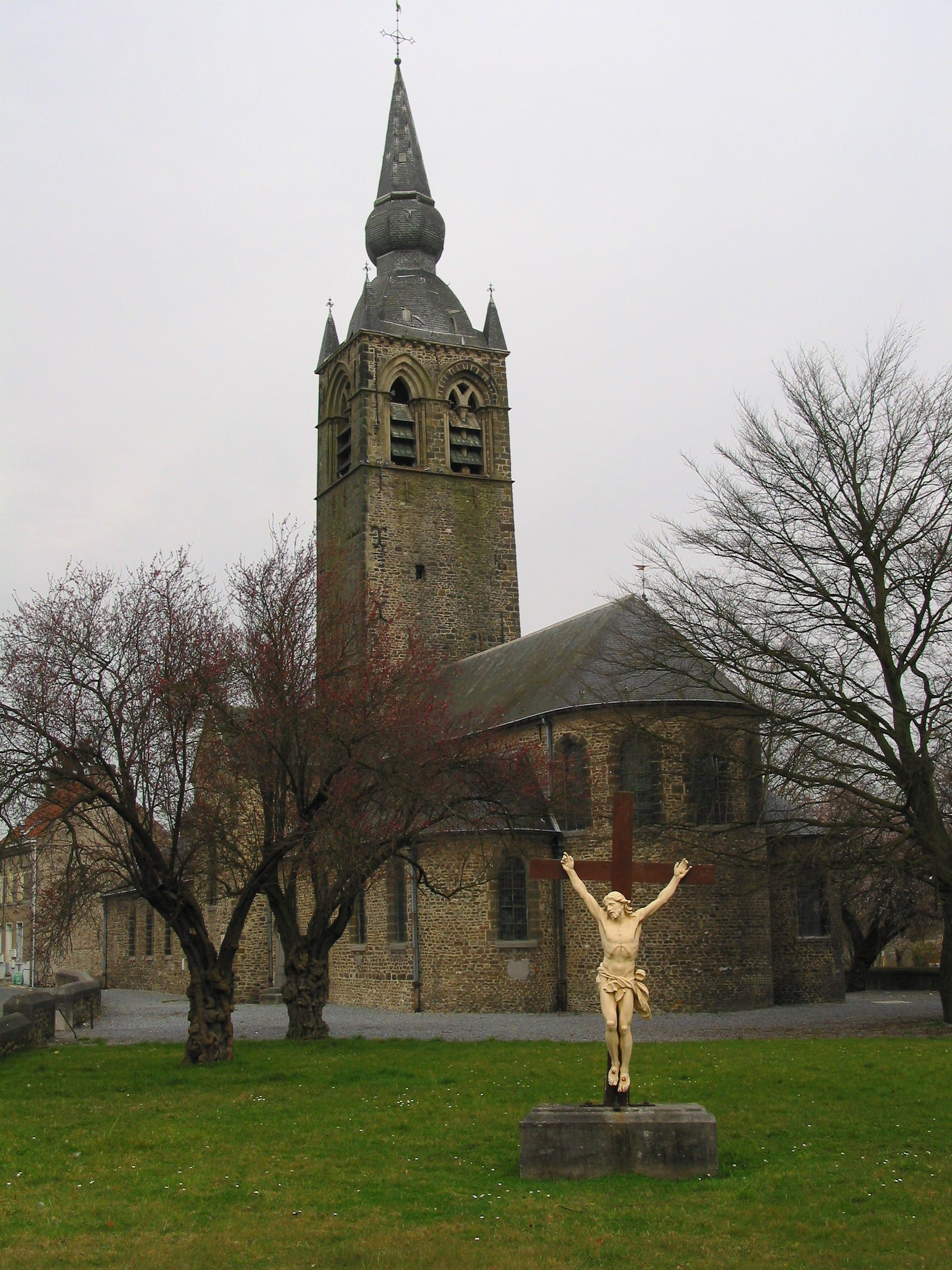
Allerheiligenkerk
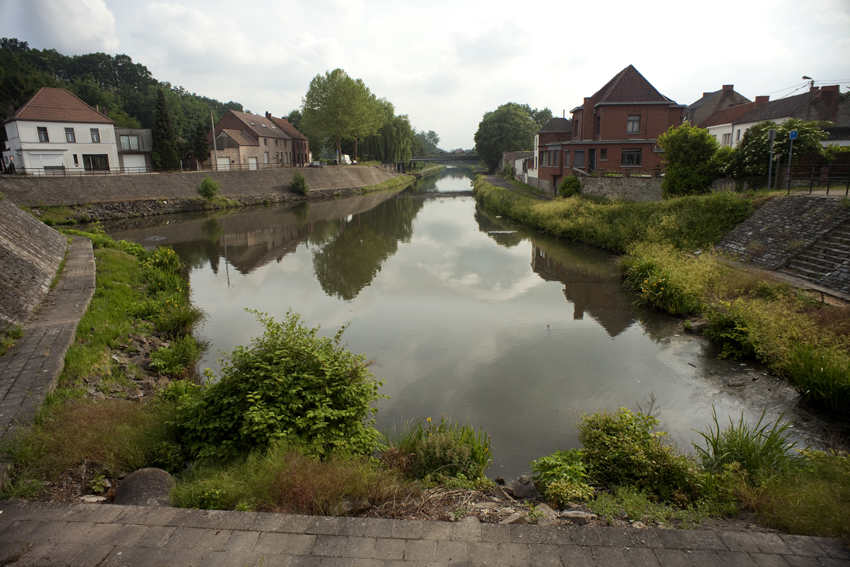
Kanaal Blaton-Aat
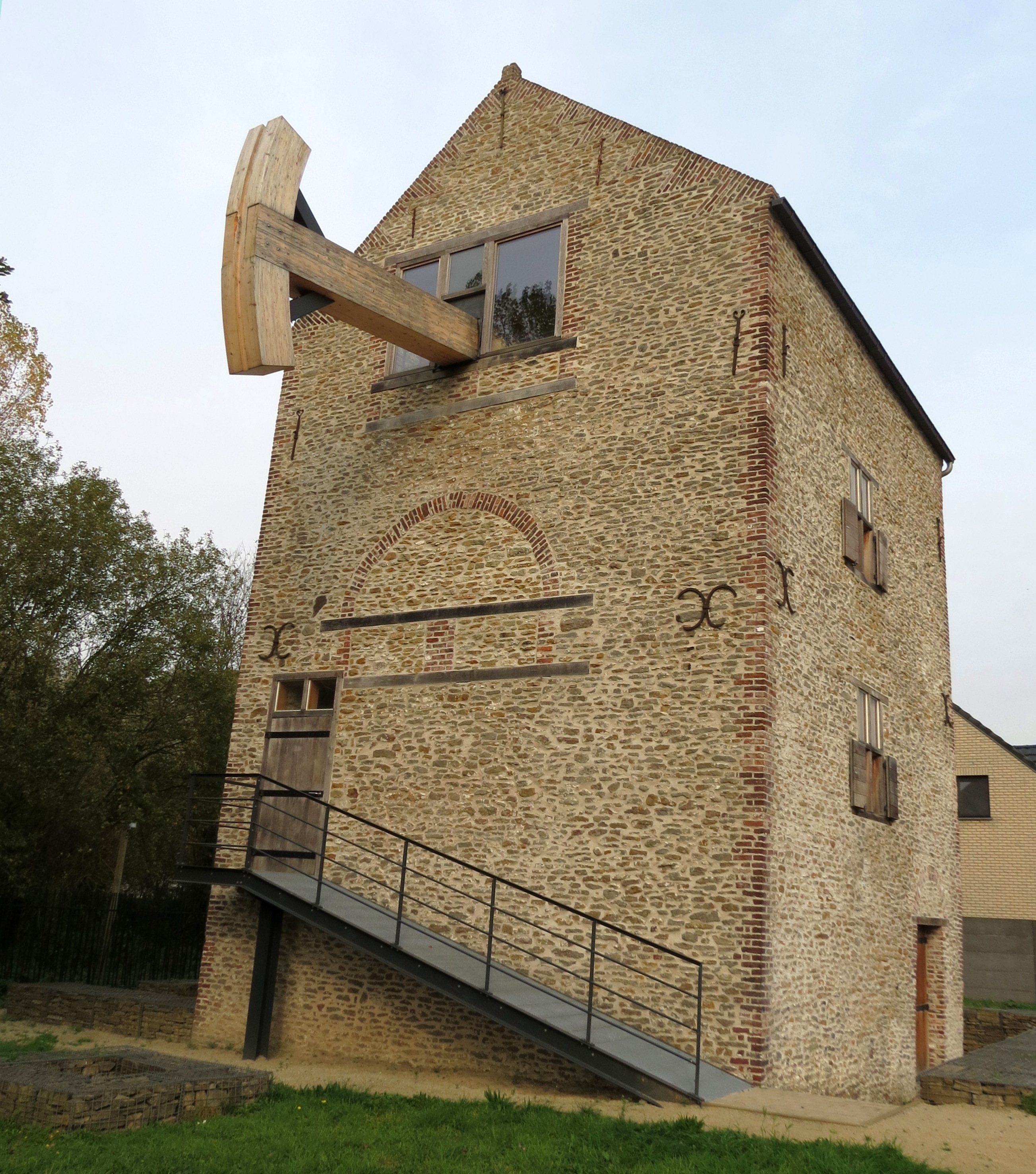
"Machine à feu" in Bernissart
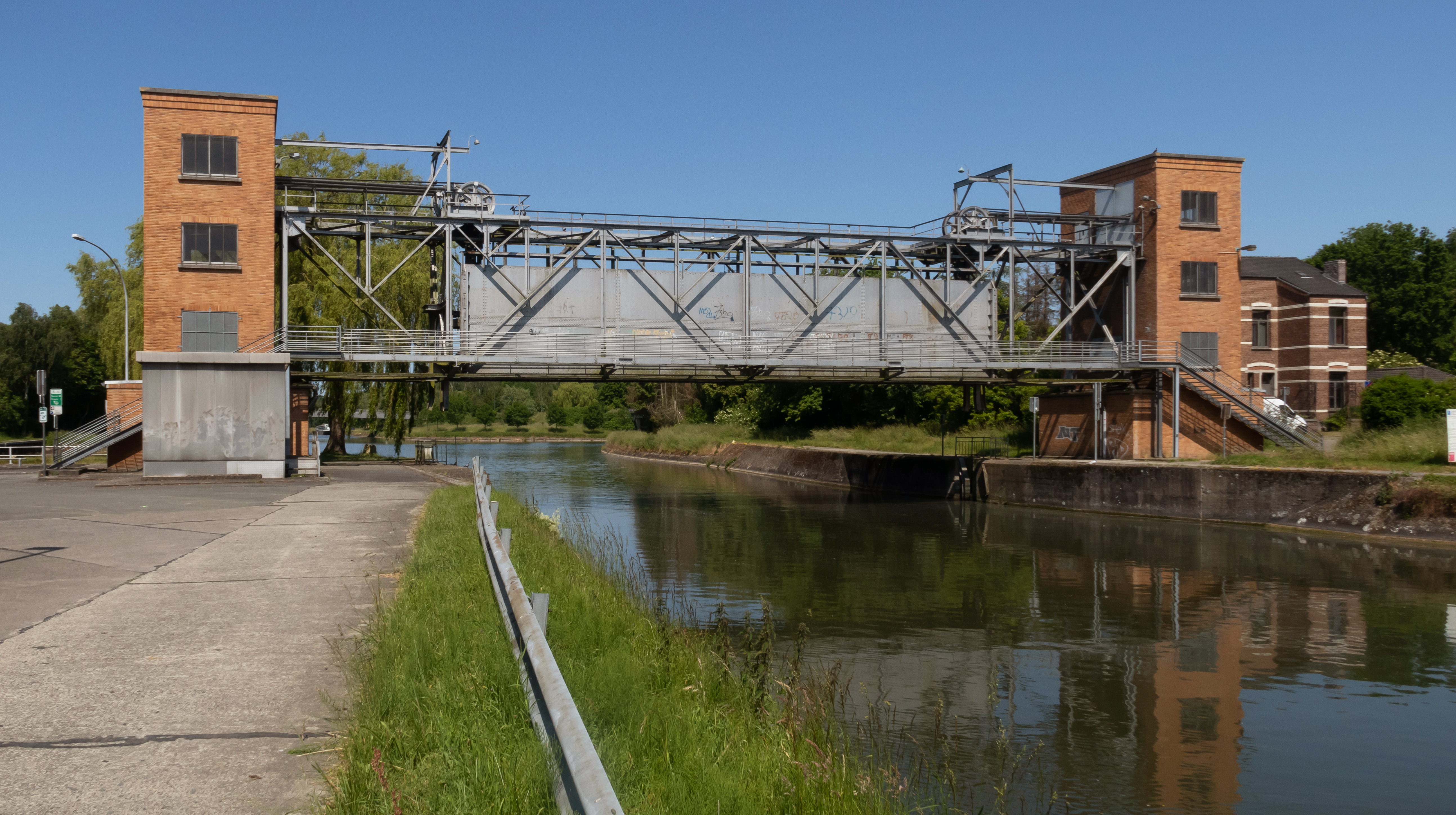
Bij Blaton, de voetgangersbrug
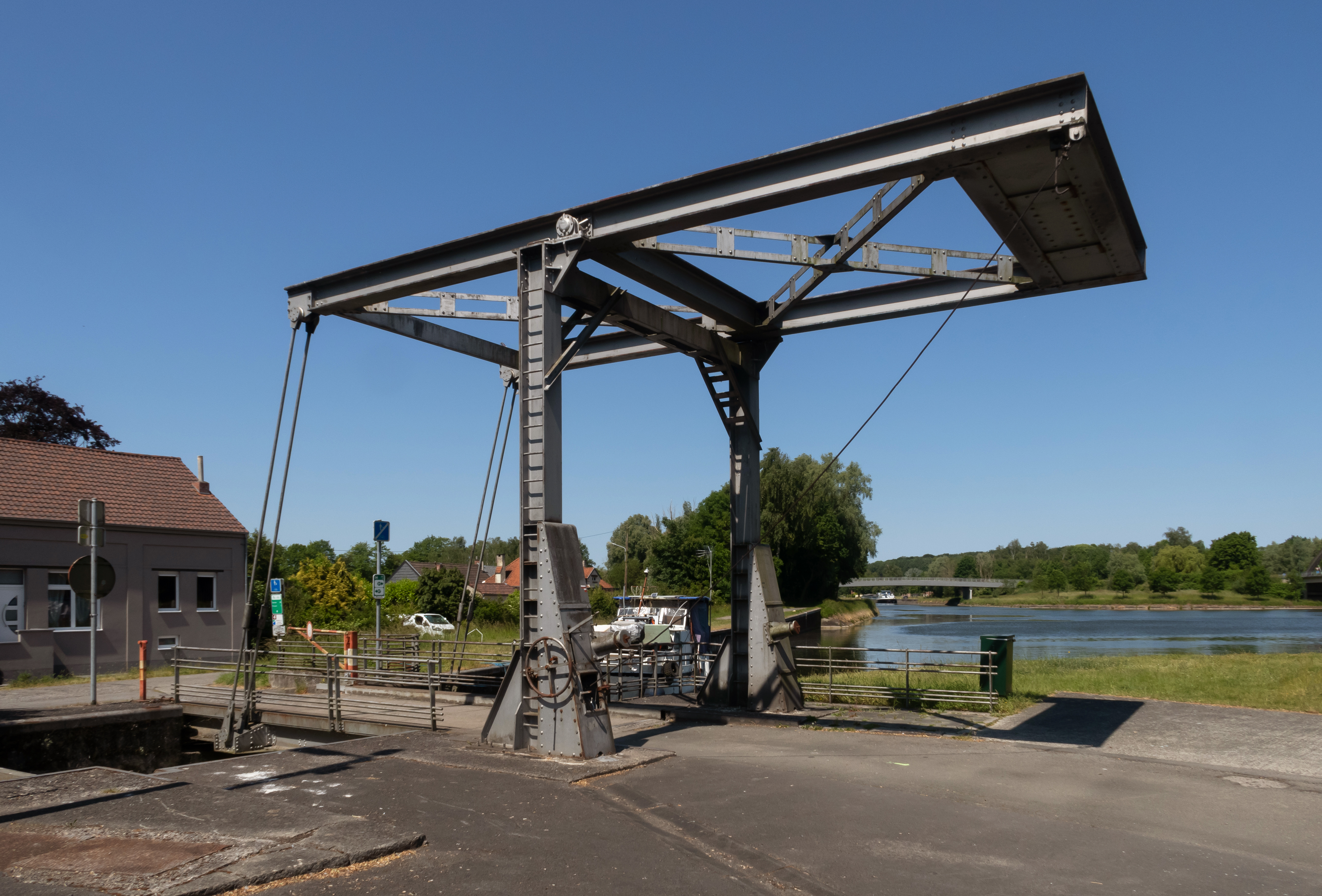
Bij Blaton, de ophaalbrug

## Nabijgelegen kernen
Péruwelz, Basècles, Quevaucamps, Harchies, Bernissart